# Melchiorre Bega
Melchiorre Bega (Crevalcore, 20 luglio 1898 – Milano, 22 aprile 1976) è stato un architetto e designer italiano.

## Biografia

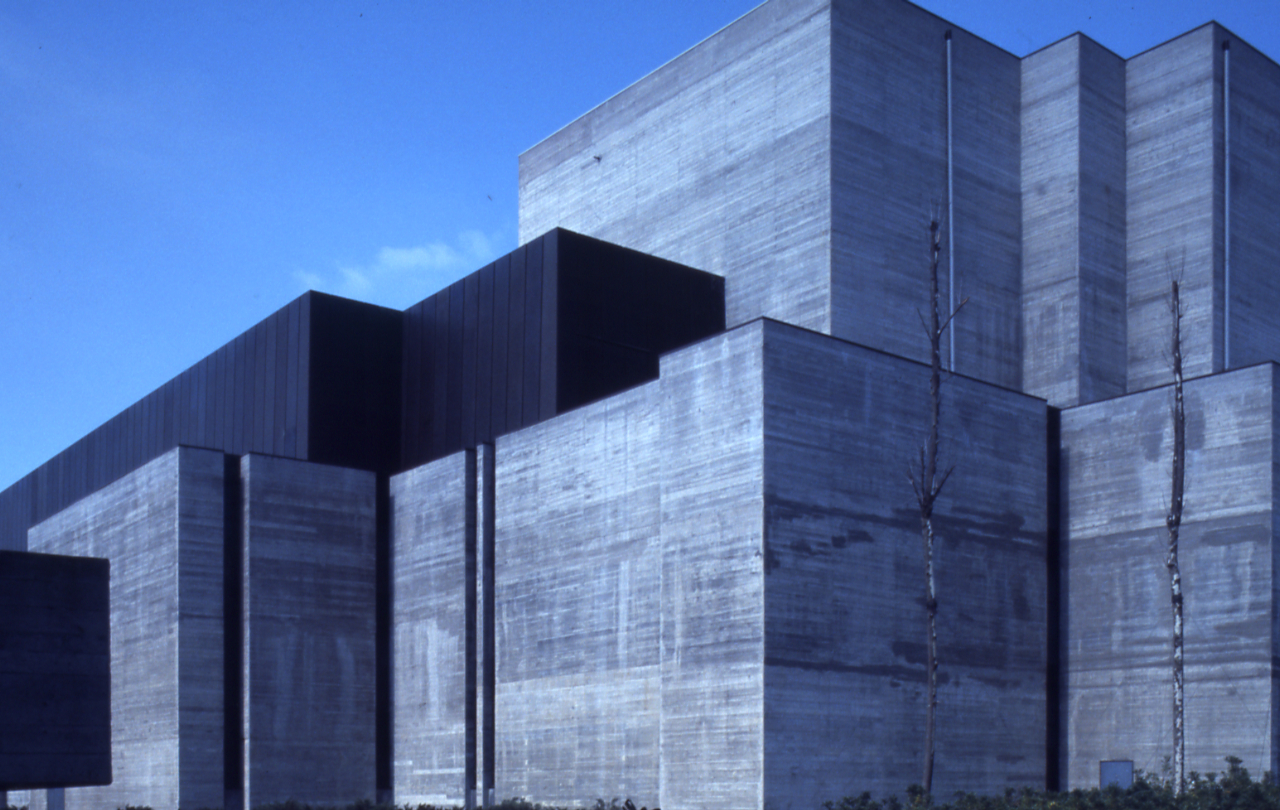
Palazzo dei congressi, Bologna. Foto di Paolo Monti, 1976.

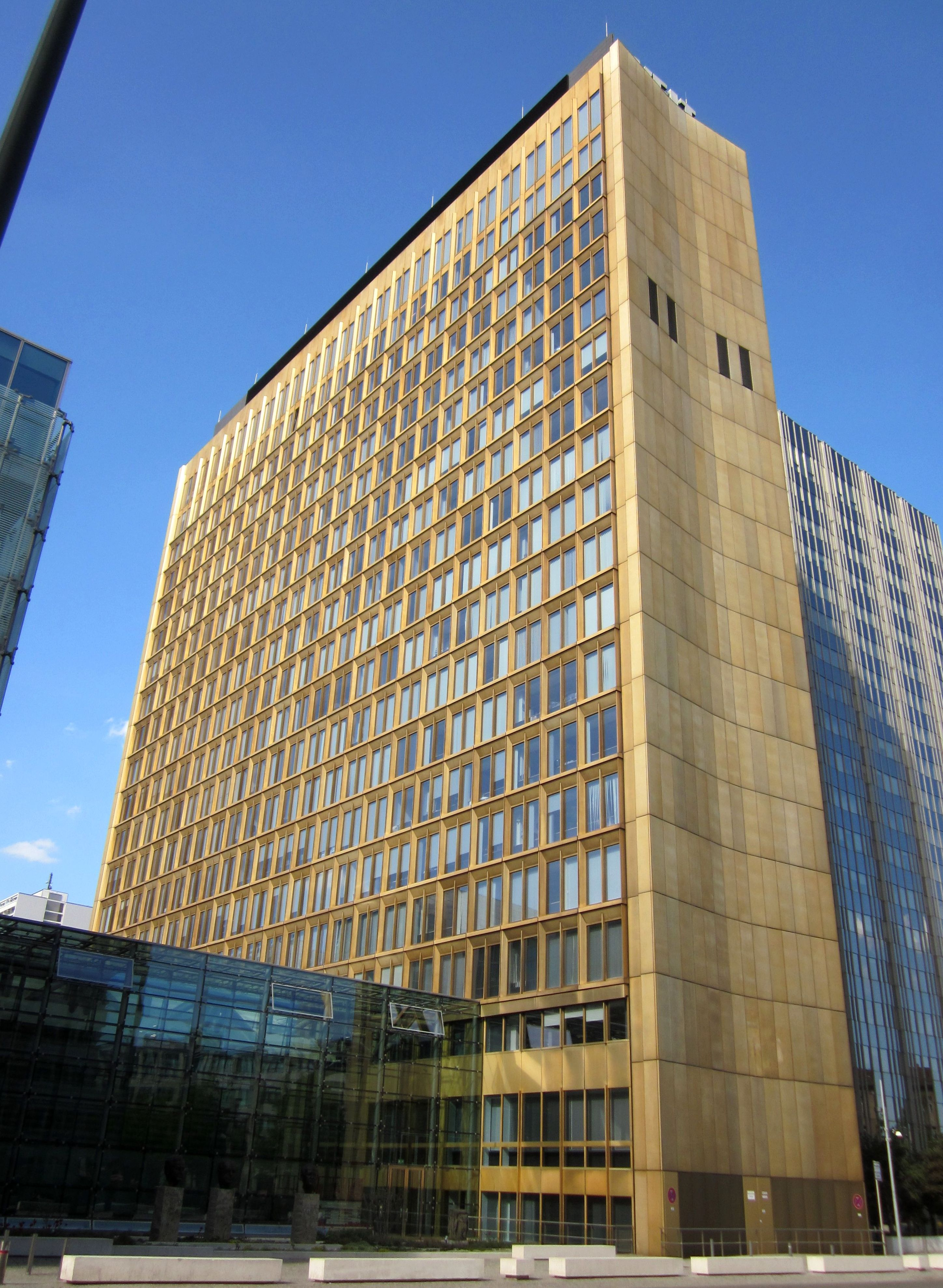
Grattacielo Axel Springer, Berlino

Si laureò in Architettura all'Accademia di belle arti di Bologna (Accademia Clementina), iniziando la sua attività professionale dagli anni venti. Designer di mobili e d'interni, fu titolare di una affermata impresa artigiana, che diffuse in Italia e nel mondo lo stile moderno degli allestimenti e dell'arredamento. Esponente di primo piano dell'architettura razionalista italiana, al 1941 al 1944 diresse, dopo il fondatore Gio Ponti, la rivista Domus, insieme a Giuseppe Pagano e Massimo Bontempelli. Nel dopoguerra, fino al 1961, guidò la scuola di architettura dell'Accademia di Bologna.
Numerosi i suoi lavori di riqualificazione di vecchi edifici, ville e attività commerciali all'inizio della sua carriera. Nel dopoguerra si dedicò maggiormente alla progettazione architettonica e urbanistica.

## Opere
- Negozio Motta, Milano (1933)
- Padiglione Perugina, Milano (1934)
- Villa Sacchetti, Bologna (1938)
- Caffè Grande Italia, Roma (1938)
- Grande Albergo, Cattolica (1939)
- Villa Mazzocchi - Gabicce
- Colonia Bertazzoni - Riccione
- Villa Cerri, Via Albertazzi, Bologna (1951)
- Torre Galfa, Milano, (1956)
- Palazzo di Piazza Ravegnana, Bologna
- Palazzo INA Assicurazioni, Milano
- Casa di Enzo Biagi, Pontecchio Marconi
- Autogrill, Cantagallo (1960)
- Chiesa della Beata Vergine del Paradiso, Faenza (1963)
- Palazzo Stipel, Milano (1964)
- Axel-Springer-Hochhaus, Berlino (1965)
- Autogrill, Limena (1965-1967)
- Torre SIP, Genova (1967)
- Il Palazzo dei Noli, Padova
- Autogrill Lazzaroni, Saronno
- Palazzo dei congressi, Bologna (1975)
- Domus Omnium, Milano
- Padiglioni della Fiera di Milano
- Chiesa di Santa Maria a Montepiano
- Chiesa di San Giovanni Battista a Casalecchio di Reno
- Chiesa di Sant'Angelo al Cantagallo a Casalecchio di Reno
- Villa Rangoni, Firenze
- Viale Antonio Gramsci 67, Firenze
- Raffineria Sarom, Ravenna
- Buffet della Stazione di Milano Centrale
- Palazzo Bodoni, Milano
- Ristrutturazione della Palazzina Majani, Bologna